# Öratjärnen (Borgvattnets socken, Jämtland)
Öratjärnen är en sjö i Ragunda kommun i Jämtland och ingår i Indalsälvens huvudavrinningsområde. Sjön har en area på 0,0487 kvadratkilometer och ligger 392,9 meter över havet.

## Delavrinningsområde
Öratjärnen ingår i det delavrinningsområde (703862-150308) som SMHI kallar för Utloppet av Helgvattnet. Medelhöjden är 412 meter över havet och ytan är 18,77 kvadratkilometer. Det finns inga avrinningsområden uppströms utan avrinningsområdet är högsta punkten. Vattendraget som avvattnar avrinningsområdet har biflödesordning 3, vilket innebär att vattnet flödar genom totalt 3 vattendrag innan det når havet efter 163 kilometer. Avrinningsområdet består mestadels av skog (82 procent) och sankmarker (11 procent). Avrinningsområdet har 0,46 kvadratkilometer vattenytor vilket ger det en sjöprocent på 2,4 procent.